# بیگ‌کندی (چالدران)
بیگ‌کندی (چالدران)، روستایی از توابع بخش دشتک شهرستان چالدران در استان آذربایجان غربی ایران است. این روستا در یک کیلومتری شمال شهر آواجیق قرار دارد و دروازه ورود به روستاهای صعب العبور مرزی مانند پیراحمدکندی، قیان کندی، سلیمان عاقل و… می‌باشد. روستای بیگ کندی دارای معماری جالبی نیز می‌باشد و به موازات رودخانه ای که از میان روستا می‌گذرد ساخته شده.

## جمعیت
این روستا در دهستان آواجیق شمالی قرار دارد و براساس سرشماری مرکز آمار ایران در سال ۱۳۸۵، جمعیت آن ۴۷۰ نفر (۹۶خانوار) بوده‌است. مردم این روستا از قوم آیروملو هستند و به زبان ترکی آذربایجانی صحبت می‌کنند. مذهب اهالی شیعه است.